# Кларки елементів
Кла́рки елеме́нтів — система усереднених вмістів, що характеризують поширеність хімічних елементів у великій геохімічній системі (в земній корі, літосфері, атмосфері, гідросфері, біосфері, на Землі загалом або в космосі). У більш вузькому розумінні — числа, які вказують середній вміст хімічних елементів у даному космічному тілі.

## Історія
Термін «кларк елементу» запропонував Олександр Ферсман у 1923 році на честь відомого американського геохіміка Френка Вігглсворта Кларка, який був піонером в оцінці хімічного складу земної кори. На основі хімічних аналізів численних зразків гірських порід, виконаних Кларком і його колегами з 1889 до 1924 р. Ф. В. Кларком вперше виконано узагальнення і оцінка хімічного складу гірських порід, що складають земну кору, з урахуванням їх поширення до глибини 16 км..
Найповніше зведення кларків й оригінальні оцінки середнього вмісту елементів у різних типах гірських порід і земній корі належать Ферсману (1933), О. П. Виноградову (1949, 1956, 1962), З. Р. Тейлору (1964) та ін. Свої дані кларків публікували також норвезький мінералог Віктор Гольдшмідт, новозеландський геохімік Брайян Масон (Brian Mason (geochemist), 1917-2009) та ін.
Водночас, технічні визначення «кларка», «земної кори» та «літосфери» різняться між авторами, і фактичні цифри відповідно відрізняються, іноді в кілька разів. Навіть один і той же автор представляє кілька версій, із різними параметрами оцінки. Трапляються оцінки середнього складу зовнішньої частини Землі з чотирма варіантами:
- 10-мильна кора, гідросфера та атмосфера.
- 20-мильна кора, гідросфера та атмосфера.
- 10-мильна кора, лише магматичні породи та осадові породи. (тобто без гідросфери та атмосфери)
- 10-мильна кора, лише магматичні породи. (тобто без гідросфери та атмосфери)

«Земна кора» в працях Кларка і Вашингтона (Clarke, Frank Wiggleworths (1889)) може означати дві різні речі: (а) всю зовнішню частину Землі, тобто літосферу, гідросферу та атмосферу; (b) Лише літосферу, що в їхніх роботах просто означало «скелясту кору землі».
У 1937 р. В. І. Вернадський запропонував спеціальні показники — кларк концентрації і кларк розсіювання — для оцінки підвищеного чи зниженого вмісту тих або інших хімічних елементів на окремих ділянках чи в окремих геологічних об'єктах у порівнянні з їх глобальними кларками (у земній корі, космічному тілі тощо).
Кларки концентрації кожного елемента варіюють в тисячі разів, а при формуванні руд і рудних мінералів — іноді в мільйон разів. В екологічних дослідженнях забруднення міських територій кларки концентрації можуть розраховуватися як відносно кларків літосфери, так і по відношенню до кларків елементів для міських ґрунтів.
Крім того, в Україні запропоновано додатковий термін «Ноокларки» (від термінів ноосфера та кларки — В. С. Білецький, 2001) — числа, які вказують середній вміст (в %) хімічних елементів у даному космічному тілі, в межах зони, доступної для впливу людини (в надрах у вузькому їх розумінні) — тобто в зоні досяжності геологічної розвідки і гірничих робіт. Ноокларки корисні при аналізі ресурсів хімічних елементів, які потенційно можуть бути видобувними за даного рівня розвитку техніки.

## Загальний опис
Кларки елементів оцінюють в масових, об'ємних, атомних відсотках (%), проміле (‰), мільйонних частках (г/т) або по відношенню до вмісту одного з елементів, найбільш поширеного, наприклад, кремнію.
У космосі різко переважають найпростіші елементи Н і Не (99,99 %), у земній корі (99 %) — О, Al, Fe, Ca, Mg, Na, К, Ti, Mn, Н, у гідросфері О і Н. У певній залежності від кларків перебуває загальний вміст елементів у геохімічних системах, загальні запаси тих або інших металів і руд у земній корі, масштаби родовищ, кількість мінералів кожного елемента, поведінка елементів у геохімічних процесах.
Також кларки застосовують в екологічних дослідженнях забруднення навколишнього середовища.
Регіональні значення кларка встановлюються для цілей екологічної геохімії та розвідки родовищ.
Сучасні дані кларків елементів різних геохімічних резервуарів можна знайти в базі даних Геохімічної еталонної моделі Землі — проекту GERM.
Елементи з кларками менше 0,01—0,001 % називають рідкісними. Якщо при цьому вони мають слабку здатність до концентрації — рідкісними розсіяними. Наприклад, кларки урану (U) і брому (Br) у літосфері відповідно рівні 2,5× 10-4 і 2,1× 10-4 %, але уран — рідкісний елемент (відомо 104 мінерали, що містять U), а бром — рідкісний розсіяний (відомий лише один його власний мінерал).

## Кларки елементів у земній корі
Нижче наведені кларки елементів (в масових процентах) для земної кори. Елементи розташовані у порядку зменшення їх розповсюдженості.
| Номер з/п               | Елемент                 | Кларк, мас.% |
| 1.                      | О                       | 49,5000      |
| 2.                      | Si                      | 25,8000      |
| 3.                      | Al                      | 7,5700       |
| 4.                      | Fe                      | 4,7000       |
| 5.                      | Ca                      | 3,3800       |
| 6.                      | Na                      | 2,6300       |
| 7.                      | К                       | 2,4100       |
| 8.                      | Mg                      | 1,9500       |
| 9.                      | H                       | 0,8800       |
| 10.                     | Ti                      | 0,4100       |
| 11.                     | Cl                      | 0,1900       |
| 12.                     | Р                       | 0,0900       |
| 13.                     | С                       | 0,0870       |
| 14.                     | Mn                      | 0,0850       |
| 15.                     | S                       | 0,0480       |
| 16.                     | N                       | 0,0300       |
| 17.                     | Rb                      | 0,0290       |
| 18.                     | F                       | 0,0280       |
| 19.                     | Ba                      | 0,0260       |
| 20.                     | Zr                      | 0,0210       |
| 21.                     | Cr                      | 0,0190       |
| 22.                     | Ni                      | 0,0150       |
| 23.                     | Sr                      | 0,0140       |
| 24.                     | V                       | 0,0140       |
| 25.                     | Zn                      | 0,0120       |
| 26.                     | Cu                      | 0,0100       |
| 27.                     | W                       | 0,0064       |
| 28.                     | Li                      | 0,0060       |
| 29.                     | Ce                      | 0,0043       |
| 30.                     | Co                      | 0,0037       |
| 31.                     | Sn                      | 0,0035       |
| 32.                     | Y                       | 0,0026       |
| 33.                     | Nd                      | 0,0022       |
| 34.                     | Nb                      | 0,0019       |
| 35.                     | Pb                      | 0,0018       |
| Разом                   | Разом                   | 99,98 мас.%  |
| Інші елементи (сумарно) | Інші елементи (сумарно) | 0,02 мас.%   |

## Кларки елементів у літосфері, гідросфері, атмосфері, біосфері
| Номер елемента | Символ елемента | У літосфері | У гідросфері | В атмосфері | У біосфері |
| -------------- | --------------- | ----------- | ------------ | ----------- | ---------- |
| 1              | H               | 1,00        | …            | 0,000033    | 10,5       |
| 2              | He              | 1·10−6      | 5·10−10      | 0,000072    | сліди      |
| 3              | Li              | 0,0032      | 1,5·10−5     | …           | 1·10−5     |
| 4              | Be              | 0,00038     | 6·10−11      | …           | сліди      |
| 5              | B               | 0,0012      | 4,6·10−4     | …           | 1·10−3     |
| 6              | C               | 0,023       | 2,8·10−3     | 0,0151      | 18,0       |
| 7              | N               | 0,0019      | 5·10−5       | 75,510      | 0,3        |
| 8              | O               | 47,0        | …            | 23,1811     | 70,0       |
| 9              | F               | 0,066       | 1,3·10−4     | …           | 5·10−4     |
| 10             | Ne              | 5·10−7      | 1·10−8       | 0,00125     | сліди      |
| 11             | Na              | 2,50        | 1,03554      | …           | 0,02       |
| 12             | Mg              | 1,87        | 0,1297       | …           | 0,04       |
| 13             | Al              | 8,05        | 1·10−6       | …           | 5·10−3     |
| 14             | Si              | 29,0        | 3·10−4       | …           | 0,2        |
| 15             | P               | 0,093       | 7·10−6       | …           | 0,07       |
| 16             | S               | 0,047       | 0,089        | …           | 0,05       |
| 17             | Cl              | 0,017       | 1,93534      | …           | 0,02       |
| 18             | Ar              | 4·10−4      | 6·10−5       | 1,2800      | сліди      |
| 19             | K               | 2,5         | 0,03875      | …           | 0,3        |
| 20             | Ca              | 2,96        | 0,0408       | …           | 0,5        |
| 21             | Sc              | 0,001       | 4·10−9       | …           | сліди      |
| 22             | Ti              | 0,45        | 1·10−7       | …           | 8·10−4     |
| 23             | V               | 0,009       | 3·10−7       | …           | 10−4       |
| 24             | Cr              | 0,0083      | 2·10−9       | …           | 10−4       |
| 25             | Mn              | 0,10        | 2·10−7       | …           | 1·10−3     |
| 26             | Fe              | 4,65        | 1·10−6       | …           | 0,01       |
| 27             | Co              | 0,0018      | 5·10−8       | …           | 2·10−5     |
| 28             | Ni              | 0,0058      | 2·10−7       | …           | 5·10−5     |
| 29             | Cu              | 0,0047      | 3·10−7       | …           | 2·10−4     |
| 30             | Zn              | 0,0083      | 1·10−6       | …           | 5·10−4     |
| 31             | Ga              | 0,0019      | 3·10−9       | …           | сліди      |
| 32             | Ge              | 1,4·10−4    | 6·10−9       | …           | 10−4       |
| 33             | As              | 1,7·10−4    | 1·10−7       | …           | 3·10−5     |
| 34             | Se              | 5·10−6      | 1·10−8       | …           | 10−6       |
| 35             | Br              | 2,1·10−4    | 6,6·10−3     | …           | 1,5·10−4   |
| 36             | Kr              | 2·10−8      | 3·10−8       | 0,00029     | сліди      |
| 37             | Rb              | 0,015       | 2·10−5       | …           | 5·10−4     |
| 38             | Sr              | 0,034       | 8·10−4       | …           | 2·10−3     |
| 39             | Y               | 0,0029      | 3·10−8       | …           | сліди      |
| 40             | Zr              | 0,017       | 5·10−9       | …           | сліди      |
| 41             | Nb              | 0,002       | 1·10−9       | …           | …          |
| 42             | Mo              | 1,1·10−4    | 1·10−6       | …           | 1·10−5     |
| 44             | Ru              | 5·10−6      | …            | …           | сліди      |
| 45             | Rh              | 1·10−6      | …            | …           | сліди      |
| 46             | Pd              | 1,3·10−6    | …            | …           | 5·10−5     |
| 47             | Ag              | 7·10−6      | 3·10−8       | …           | сліди      |
| 48             | Cd              | 1,3·10−5    | 1·10−8       | …           | сліди      |
| 49             | In              | 2,5·10−5    | 1·10−9       | …           | …          |
| 50             | Sn              | 2,5·10−7    | 3·10−7       | …           | 5·10−5     |
| 51             | Sb              | 5·10−5      | 5·10−8       | …           | сліди      |
| 52             | Te              | 1·10−7      | …            | …           | сліди      |
| 53             | I               | 4·10−5      | 5·10−6       | …           | 1·10−5     |
| 54             | Xe              | 3·10−9      | …            | 0,000036    | сліди      |
| 55             | Cs              | 3,7·10−4    | 3,7·10−8     | …           | 1·10−5     |
| 56             | Ba              | 0,065       | 2·10−6       | …           | 3·10−3     |
| 57             | La              | 2,9·10−3    | 2,9·10−10    | …           | сліди      |
| 58             | Ce              | 7·10−3      | 1,3·10−10    | …           | сліди      |
| 59             | Pr              | 9·10−4      | 6·10−11      | …           | сліди      |
| 60             | Nd              | 3,7·10−3    | 2,3·10−11    | …           | сліди      |
| 62             | Sm              | 8·10−4      | 4,2·10−11    | …           | сліди      |
| 63             | Eu              | 1,3·10−4    | 1,1·10−10    | …           | сліди      |
| 64             | Gd              | 8·10−4      | 6·10−11      | …           | сліди      |
| 65             | Tb              | 4,3·10−4    | …            | …           | сліди      |
| 66             | Dy              | 5·10−4      | 7,3·10−11    | …           | сліди      |
| 67             | Ho              | 1,7·10−4    | 2,2·10−11    | …           | сліди      |
| 68             | Er              | 3,3·10−4    | 6·10−11      | …           | сліди      |
| 69             | Tm              | 2,7·10−5    | 1·10−11      | …           | сліди      |
| 70             | Yb              | 3,3·10−5    | 5·10−11      | …           | сліди      |
| 71             | Lu              | 8·10−5      | 1·10−10      | …           | сліди      |
| 72             | Hf              | 1·10−4      | …            | …           | сліди      |
| 73             | Ta              | 2,5·10−4    | …            | …           | сліди      |
| 74             | W               | 1,3·10−4    | 1·10−5       | …           | сліди      |
| 75             | Re              | 7·10−8      | …            | …           | сліди      |
| 76             | Os              | 5·10−6      | …            | …           | сліди      |
| 77             | Ir              | 1·10−6      | …            | …           | сліди      |
| 78             | Pt              | 2·10−5      | …            | …           | сліди      |
| 79             | Au              | 4,3·10−7    | 4·10−10      | …           | сліди      |
| 80             | Hg              | 8,3·10−6    | 3·10−9       | …           | 10−7       |
| 81             | Tl              | 1·10−4      | 1·10−9       | …           | сліди      |
| 82             | Pb              | 1,6·10−3    | 3·10−9       | …           | …          |
| 83             | Bi              | 9·10−7      | 2·10−8       | …           | сліди      |
| 84             | Po              | 2·10-14     | …            | …           | …          |
| 86             | Rn              | 7·10-16     | 6·10-20      | …           | …          |
| 88             | Ra              | 2·10−10     | 1·10-14      | …           | 10−12      |
| 89             | Ac              | 6·10-14     | 2·10-20      | …           | …          |
| 90             | Th              | 1,3·10−3    | 1·10−9       | …           | сліди      |
| 91             | Pa              | 7·10−11     | 5·10−15      | …           | …          |
| 92             | U               | 2,5·10−4    | 3·10−7       | …           | 10−6       |

## Кларки в міських ґрунтах
Нижче наведені кларки елементів в мг/кг (грам на тонну; ppm; 1•10−4 %) для міських ґрунтів. Поширеність і розподіл хімічних елементів досліджені В.О. Алєксєєнко та О. В. Алєксєєнко за сприяння академіка М. П. Лаверова в ґрунтах більш ніж 300 населених пунктів. Роботи проводилися протягом 15 років і дозволили узагальнити як дані власних випробувань ґрунтів, так і значне число опублікованих досліджень, присвячених забрудненню міських ґрунтів у багатьох країнах. Детальна інформація про методику розрахунку кларків міських ґрунтів і використаних даних наведена в статтях і двох монографіях.
Вперше наводяться значення кларків, які можуть бути використані як стандарти вмісту елементів (як гранично допустима концентрація) у міських ґрунтах початку XXI ст.
| Елемент | Атомний номер | Кларк в міських ґрунтах |
| ------- | ------------- | ----------------------- |
| Ag      | 47            | 0,37                    |
| Al      | 13            | 38200                   |
| As      | 33            | 15,9                    |
| B       | 5             | 45                      |
| Ba      | 56            | 853,12                  |
| Be      | 4             | 3,3                     |
| Bi      | 83            | 1,12                    |
| C       | 6             | 45100                   |
| Ca      | 20            | 53800                   |
| Cd      | 48            | 0,9                     |
| Cl      | 17            | 285                     |
| Co      | 27            | 14,1                    |
| Cr      | 24            | 80                      |
| Cs      | 55            | 5,0                     |
| Cu      | 29            | 39                      |
| Fe      | 26            | 22300                   |
| Ga      | 31            | 16,2                    |
| Ge      | 32            | 1,8                     |
| H       | 1             | 15000                   |
| Hg      | 80            | 0,88                    |
| K       | 19            | 13400                   |
| La      | 57            | 34                      |
| Li      | 3             | 49,5                    |
| Mg      | 12            | 7900                    |
| Mn      | 25            | 729                     |
| Mo      | 42            | 2,4                     |
| N       | 7             | 10000                   |
| Na      | 11            | 5800                    |
| Nb      | 41            | 15,7                    |
| Ni      | 28            | 33                      |
| O       | 8             | 490000                  |
| P       | 15            | 1200                    |
| Pb      | 82            | 54,5                    |
| Rb      | 37            | 58                      |
| S       | 16            | 1200                    |
| Sb      | 51            | 1,0                     |
| Sc      | 21            | 9,4                     |
| Si      | 14            | 289000                  |
| Sn      | 50            | 6,8                     |
| Sr      | 38            | 458                     |
| Ta      | 73            | 1,5                     |
| Ti      | 22            | 4758                    |
| Tl      | 81            | 1,1                     |
| V       | 23            | 104,9                   |
| W       | 74            | 2,9                     |
| Y       | 39            | 23,4                    |
| Yb      | 70            | 2,4                     |
| Zn      | 30            | 158                     |
| Zr      | 40            | 255,6                   |